# Левин, Марк Иосифович (1903)
Марк Иосифович Левин (1903—1973) — советский учёный, доктор технических наук, профессор.

## Биография
Родился 10 апреля 1903 года.
С 1930 года преподавал математику и электротехнику в Военно-воздушной академии им. Н. Е. Жуковского, Московском авиационном и Московском энергетическом институтах.
В 1935 году Левин начал работать в Всесоюзном научно-исследовательском институте Государственного комитета стандартов (ныне Федеральное агентство по техническому регулированию и метрологии), где прошёл путь от старшего инженера до заместителя директора по научной работе, одновременно продолжая при этом преподавательскую работу в энергетическом институте. В 1958 году перешёл на постоянную работу в МЭИ, где с 1959 по 1971 год заведовал кафедрой «Электроизмерительной техники» (с 1970 года «Информационно-измерительной техники»).
Научный интерес и работы Марка Иосифович были в области теории измерительных цепей. Левин ввёл понятие эквивалентного магнитного сопротивления и сформулировал для магнитных цепей теорему, аналогичную теореме об эквивалентном генераторе для электрических цепей. Его исследования мостовых и компенсационных измерительных цепей легли в основу вышедшей в 1972 году книги «Основы электроизмерительной техники». Он создал в МЭИ курс «Теоретические основы информационно-измерительной техники».
Умер 26 июня 1973 года.